# Трстјење при Хорнаду
Трстјење при Хорнаду (слч. Trstené pri Hornáde) насељено је мјесто са административним статусом сеоске општине (слч. obec) у округу Кошице-околина, у Кошичком крају, Словачка Република.

## Становништво
| Година:    | 1994. | 2004.   | 2014.   | 2024.   |
| ---------- | ----- | ------- | ------- | ------- |
| Број људи: | 1480  | 1460    | 1538    | 1511    |
| Разлика:   |       | -1,35 % | +5,34 % | -1,75 % |

| Година:    | 2023. | 2024.   |
| ---------- | ----- | ------- |
| Број људи: | 1500  | 1511    |
| Разлика:   |       | +0,73 % |

Према подацима о броју становника из 2011. године насеље је имало 1.541 становника.